# SingStar Motown
SingStar Motown es un juego de karaoke del sistema PlayStation 3 publicado por Sony Computer Entertainment Europe y desarrollado por SCEE y London Studio. Esta es la 7ª entrega en la saga SingStar para PlayStation 3.
SingStar Motown como el juego original, es distribuido tanto solo el juego (Disco Blu-Ray), o el juego y un par de micrófonos acompañado - uno rojo y otro azul-. SingStar es compatible con la cámara PlayStation Eye que sirve para visualizar a los jugadores en la pantalla mientras cantan.

### PlayStation 2
La apariencia del juego vuelve a ser la utilizada en las últimas entregas como SingStar Canciones Disney en la que las letras y pentagramas, aparecen abajo o arriba según si se es el Jugador 1 (azul) ó el 2 (rojo), respectivamente. Las puntuaciones aparecen al final del pentagrama; de esta manera se libera espacio en la parte superior de la pantalla que servirá para mostrar las letras del J2.
Además de esto, la lista de canciones (todas en inglés), incluye 5 temas menos que la versión para PlayStation 3. Esto se debe a que estas pistas ya fueron incluidas en alguna otra versión de SingStar anterior en PlayStation 2:
| - SingStar R&B - The Four Tops "I Can't Help Myself (Sugar Pie, Honey Bunch)" - Martha Reeves & The Vandellas "Dancing In The Street" | - SingStar Legends - Marvin Gaye "I Heard It Through The Grapevine" - The Jackson 5 "I Want You Back" | - SingStar Boybands VS Girlbands - The Supremes "Stop In The Name Of Love" |

### PlayStation 3
Las funcionalidades y menús se han mantenido intactos respecto del anterior título, como la búsqueda de canciones por voz o la compatibilidad de jugar con micrófonos inalámbricos.

## Listas de canciones

### PlayStation 2
| Lista Internacional / Española | Lista Internacional / Española             | Lista Internacional / Española |
| Artista                        | Canción                                    |                                |
| ------------------------------ | ------------------------------------------ | ------------------------------ |
| SingStar Motown [PS2]          |                                            |                                |
| David Ruffin                   | "Put A Little Love In Your Heart"          |                                |
| Diana Ross & The Supremes      | "Reflections"                              |                                |
| Jimmy Ruffin                   | "What Becomes Of The Broken Hearted"       |                                |
| Lionel Richie                  | "My Destiny"                               |                                |
| Martha Reeves & The Vandellas  | "Jimmy Mack"                               |                                |
| Martha Reeves & The Vandellas  | "Nowhere To Run"                           |                                |
| Marvin Gaye                    | "Let's Get It On"                          |                                |
| Marvin Gaye                    | "What's Going On?"                         |                                |
| Marvin Gaye & Kim Weston       | "It Takes Two"                             |                                |
| Mary Wells                     | "My Guy"                                   |                                |
| Rick James                     | "Super Freak"                              |                                |
| Smokey Robinson                | "Being With You"                           |                                |
| Smokey Robinson & The Miracles | "The Tracks Of My Tears"                   |                                |
| Stevie Wonder                  | "For Once In My Life"                      |                                |
| The Commodores                 | "Brick House"                              |                                |
| The Commodores                 | "Easy"                                     |                                |
| The Contours                   | "Do You Love Me"                           |                                |
| The Four Tops                  | "Reach Out I'll Be There"                  |                                |
| The Isley Brothers             | "This Old Heart Of Mine (Is Weak For You)" |                                |
| The Jackson 5                  | "ABC"                                      |                                |
| The Miracles                   | "Love Machine"                             |                                |
| The Supremes                   | "You Can't Hurry Love"                     |                                |
| The Temptations                | "Get Ready"                                |                                |
| The Temptations                | "Papa Was A Rollin' Stone"                 |                                |

### PlayStation 3
| Lista Internacional / Española | Lista Internacional / Española             | Lista Internacional / Española |
| Artista                        | Canción                                    |                                |
| ------------------------------ | ------------------------------------------ | ------------------------------ |
| SingStar Motown [PS3]          |                                            |                                |
| David Ruffin                   | "Put A Little Love In Your Heart"          |                                |
| Diana Ross & The Supremes      | "Reflections"                              |                                |
| Jimmy Ruffin                   | "What Becomes Of The Broken Hearted"       |                                |
| Lionel Richie                  | "My Destiny"                               |                                |
| Martha Reeves & The Vandellas  | "Dancing In The Street"                    |                                |
| Martha Reeves & The Vandellas  | "Jimmy Mack"                               |                                |
| Martha Reeves & The Vandellas  | "Nowhere To Run"                           |                                |
| Marvin Gaye                    | "I Heard It Through The Grapevine"         |                                |
| Marvin Gaye                    | "Let's Get It On"                          |                                |
| Marvin Gaye                    | "What's Going On?"                         |                                |
| Marvin Gaye & Kim Weston       | "It Takes Two"                             |                                |
| Mary Wells                     | "My Guy"                                   |                                |
| Rick James                     | "Super Freak"                              |                                |
| Smokey Robinson                | "Being With You"                           |                                |
| Smokey Robinson & The Miracles | "The Tracks Of My Tears"                   |                                |
| Stevie Wonder                  | "For Once In My Life"                      |                                |
| The Commodores                 | "Brick House"                              |                                |
| The Commodores                 | "Easy"                                     |                                |
| The Contours                   | "Do You Love Me"                           |                                |
| The Four Tops                  | "I Can't Help Myself"                      |                                |
| The Four Tops                  | "Reach Out I'll Be There"                  |                                |
| The Isley Brothers             | "This Old Heart Of Mine (Is Weak For You)" |                                |
| The Jackson 5                  | "ABC"                                      |                                |
| The Jackson 5                  | "I Want You Back"                          |                                |
| The Miracles                   | "Love Machine"                             |                                |
| The Supremes                   | "Stop In The Name Of Love"                 |                                |
| The Supremes                   | "You Can't Hurry Love"                     |                                |
| The Temptations                | "Get Ready"                                |                                |
| The Temptations                | "Papa Was A Rollin' Stone"                 |                                |

## Otras versiones relacionadas
- SingStar: Next Gen (Vol. 1)
- SingStar Vol. 2
- SingStar Vol. 3
- SingStar Pop 2009